# براد براون
براد براون هو لاعب هوكي الجليد كندي، ولد في 27 ديسمبر 1975 في Baie Verte, Newfoundland and Labrador ‏ في كندا.

## وصلات خارجية
- براد براون على موقع دوري الهوكي الوطني (الإنجليزية)
- براد براون على موقع EliteProspects.com (الإنجليزية)
- براد براون على موقع HockeyDB.com (الإنجليزية)
- براد براون على موقع Hockey-Reference.com (الإنجليزية)